# Moritz Preuss
Moritz Preuss (* 22. Februar 1995 in Dachau) ist ein deutscher Handballspieler, der in der Handball-Bundesliga für den SC DHfK Leipzig aufläuft.

## Karriere

### Verein
Preuss spielte ab 2003 beim TSV Bayer Dormagen, mit dessen B-Jugend-Mannschaft er 2012 Deutscher Meister wurde. Bereits in der Saison 2012/13 kam er, noch als A-Jugendlicher, zu ersten Einsätzen in der 3. Liga. Am 22. Februar 2014 zog er sich im Spiel gegen den VfL Eintracht Hagen einen Kreuzbandriss im linken Knie zu und musste in der Folge mehrere Monate pausieren. Zur Saison 2014/15 wechselte der 1,94 Meter große Kreisläufer zum damaligen Erstligisten Bergischer HC, wo er einen Vertrag bis 2016 unterschrieb, der 2015 vorzeitig bis 2017 verlängert wurde. Danach schloss er sich dem VfL Gummersbach an. 2019 wechselte er zum SC Magdeburg. Mit Magdeburg gewann er die EHF European League 2021, den IHF Super Globe 2021 und die Deutsche Meisterschaft 2022. 2022 verteidigte er mit dem SCM den Titel beim IHF Super Globe 2022. Zum Jahresende 2022 verließ er den SC Magdeburg vorzeitig und schloss sich dem SC DHfK Leipzig an.

### Nationalmannschaft
Preuss gehört seit 2010 zum Elitekader des Deutschen Handballbundes. Mit der U-18-Nationalmannschaft gewann er die Europameisterschaft 2012 in Österreich. Bei der U21-Weltmeisterschaft 2015 in Brasilien, bei der das deutsche Team Dritter wurde, war er im Viertelfinale beim 43:37-Sieg gegen Belarus mit 17 Treffern erfolgreichster Torschütze. Am 18. März 2017 feierte Preuss im Länderspiel gegen Schweden sein Debüt für die A-Nationalmannschaft. Er absolvierte bisher 6 Spiele, in denen er 6 Tore erzielte.